# Чапаев (роман)

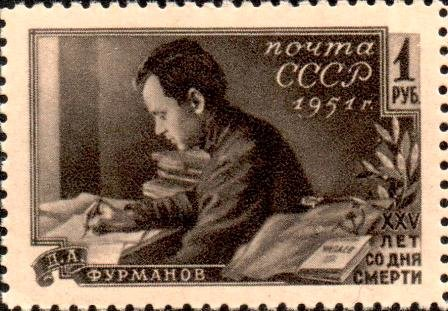
Марка СССР: Фурманов за письменным столом, рядом с ним — книга «Чапаев»

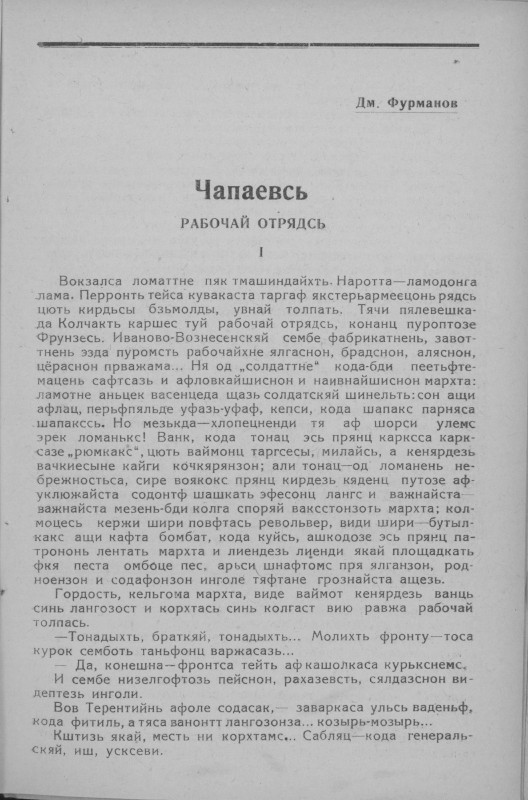
Первая страница мокшанского издания

«Чапаев» — книга Дмитрия Фурманова 1923 года о жизни и гибели героя гражданской войны комдива Василия Ивановича Чапаева. Действие происходит в 1919 году, главным образом во время пребывания комиссара Фёдора Клычкова в 25-й чапаевской дивизии (в романе нашёл непосредственное отражение личный опыт работы самого Фурманова комиссаром в дивизии Чапаева). Описываются бои за Сломихинскую, Пилюгино, Уфу, а также гибель Чапаева в бою у Лбищенска.
При жизни Василий Иванович носил фамилию Чепаев (эта же фамилия была указана на памятнике, открытом в Самаре в 1932 году). Однако, после выхода романа Фурманова, не документального, а художественного произведения с главным героем по фамилии Чапаев (прообразом которого стал Чепаев), именно эта фамилия получила широкое распространение в публикациях о Чапаеве (и на памятнике в Самаре фамилия Чепаев также была впоследствии изменена на Чапаев).

## Сюжет
Февраль 1919 года. Из Иваново-Вознесенска отправляется поезд с отрядом ткачей, который направляется на Урал, на борьбу с армией Колчака. С отрядом едет и молодой политработник Фёдор Клычков. В Самаре он и другие политработники получают приказ срочно ехать в Уральск. По дороге Фёдор слышит рассказ о красном командире-кавалеристе Чапаеве, который представляется ему народным героем наподобие Пугачёва или Разина. В Уральске политработники встречаются с Фрунзе и обсуждают положение на фронте. Клычков неожиданно получает назначение в Александров-Гай, где формируется часть под предводительством того самого легендарного Чапаева.

Карта городов упоминаемых в романе

Клычков приезжает в Алгай, знакомится с политработником Ежиковым (который чувствует в Фёдоре своего конкурента) и узнаёт, что скоро состоится бой за станицу Сломихинскую. Он впервые встречается с Чапаевым и присутствует на совете при разработке плана наступления. Фёдор понимает, что сблизиться с Чапаевым будет непросто и решает сначала доказать ему и всему отряду, на что способен сам Фёдор. Однако во время Сломихинского боя, первого боя Фёдора, он неожиданно для себя трусит и в течение всего боя ездит вдоль линии тыла, не решаясь идти вперёд. После боя бригаду Чапаева перебрасывают под Бузулук, а самого Чапаева и Клычкова вызывают в Самару к Фрунзе на совещание. Затем они ждут распоряжений в Уральске.
Во время поездки Фёдору удаётся лучше узнать биографию Чапаева и его взгляды. Он убеждается в полной политической безграмотности Чапаева, который считал, что в штабах сидят одни предатели, не чтил интеллигентов, при этом время от времени крестился. Фёдор ставит перед собой задачу «взять Чапаева в духовный плен», «разбередить в нём стремление к знаньям, к образованию, к науке, к широким горизонтам — не только к боевой жизни». Постепенно Клычков просвещает Чапаева в политическом плане.
В конце апреля бригада Чапаева участвует в наступлении на Бугуруслан и идёт дальше, на Белебей. Клычков и Чапаев становятся близкими друзями, Клычкова уважают и другие командиры бригады (в том числе талантливый молодой полководец Павел Елань). Фёдор уже активно участвует в боях, описание одного боя (под Пилюгино) в его дневнике приводится в романе. Он также размышляет о феномене всеобщего поклонения бойцов перед Чапаевым и приходит к тому выводу, что хотя сам по себе Чапаев не был каким-то исключительным человеком, он в максимальной степени соответствовал ожиданиям данного периода истории: «Многие были и храбрей его, и умней, и талантливей в деле руководства отрядами, сознательней политически, но имена этих „многих“ забыты, а Чапаев живёт и будет долго-долго жить в народной молве, ибо он — коренной сын этой среды и к тому же удивительно сочетавший в себе то, что было разбросано по другим индивидуальностям его соратников, по другим характерам».
От Белебея дивизия с боями пошла на Давлеканово, потом на Чишму. После успешного чишминского боя дивизия стала готовиться к взятию Уфы, ключевого пункта, в котором закрепились войска Колчака. После длительных приготовлений удалось наладить переправу через реку и взять город, хотя и с большими потерями. Затем, освободив Уральск от кольца колчаковской армии, дивизия пошла на Лбищенск. В этом районе положение было особо трудное: наладить подвоз провизии и патронов не удавалось, свирепствовал тиф, а местное население однозначно поддерживало белоказаков, а не красноармейцев. В это время Клычкова отзывают в другую часть, на его место приходит комиссар Павел Батурин. Дивизия готовится к походу на Гурьев, однако ночью казаки совершают неожиданное нападение на штаб дивизии в Лбищенске. Почти все погибают, в том числе Чапаев, Петька Исаев, комиссар Батурин. Командование дивизией берёт на себя Елань. Дивизия отступает, однако у хутора Янайского ей удаётся дать отпор казакам.

## Персонажи
- Чапаев Василий Иванович — среднего роста, волосы тёмно-русые, глаза синие, пышные фельдфебельские усы. Одет во френч, чёрную бурку, чёрную шапку с красным околышем, синие брюки, оленьи сапоги. На плечах ремни, сбоку револьвер. Незаконный сын дочери казанского губернатора и цыгана-артиста. Ветеран Первой мировой войны. Фельдфебель, кавалер ордена святого Георгия. Был эсером, анархистом, примкнул к большевикам. Раненым утонул в реке Урал.
- Клычков Фёдор — комиссар, бывший студент и фельдшер.
- Пётр Исаев — адъютант Чапаева. Застрелился из нагана, чтобы не попасть в плен.

## Образ Чапаева в романе

### Внешний вид
Из дневника Фёдора Клычкова:

Обыкновенный человек, сухощавый, среднего роста, видимо, не большой силы, с тонкими, почти женскими руками; жидкие темно-русые волосы прилипли косичками ко лбу; короткий нервный тонкий нос, тонкие брови в цепочку, тонкие губы, блестящие чистые зубы, бритый начисто подбородок, пышные фельдфебельские усы. Глаза… светло-синие, почти зеленые — быстрые, умные, немигающие. Лицо матовое, свежее, чистое, без прыщиков, без морщин. Одет в защитного цвета френч, синие брюки, на ногах оленьи сапоги. Шапку с красным околышем держит в руке, на плечах ремни, сбоку револьвер.

### Ораторские способности
Чапаева Федор слушал впервые. От таких ораторов-демагогов он давно уж отвык… В речи у Чапая не было даже и признаков стройности, единства, проникновения какой-либо одной общей мыслью: он говорил что придётся. И всё же, при всех бесконечных слабостях и недостатках — от речи его впечатление было огромное. Да не только впечатление, не только что-то легкое и мимолетное — нет: налицо была острая, бесспорная, глубоко проникшая сила действия. Его речь густо насыщена была искренностью, энергией, чистотой и какой-то наивной, почти детской правдивостью. Вы слушали и чувствовали, что эта бессвязная и случайная в деталях своих речь — не пустая болтовня, не позирование. Это — страстная, откровенная исповедь благородного человека, это — клич бойца, оскорблённого и протестующего, это — яркий и убеждающий призыв, а если хотите, и приказание: во имя правды он мог и умел не только звать, но и приказывать!

### Истоки славы
Когда подумаешь, обладал ли он, Чапаев, какими-либо особенными, «сверхчеловеческими» качествами, которые дали ему неувядаемую славу героя, — видишь, что качества у него были самые обыкновенные, самые «человеческие»; многих ценных качеств даже и вовсе не было, а те, что были, отличались только удивительной какой-то свежестью, чёткостью и остротой. Он качествами своими умел владеть отлично: порожденный сырой, полупартизанской крестьянскою массой, он её наэлектризовывал до отказа, насыщал её тем содержимым, которого хотела и требовала она сама, — и в центре ставил себя!
Чапаевскую славу родили не столько его героические дела, сколько сами окружающие его люди. Этим нисколько не умаляется колоссальная роль, которую сыграл и сам Чапаев как личность в гражданской войне, однако ж следует знать и помнить, что вокруг имени каждого из героев всегда больше легендарного, чем исторически реального. Но, спросят, почему именно о нём, о Чапаеве, создавались эти легенды, почему именно его имя пользовалось такой популярностью?
Да потому, что он полнее многих в себе воплотил сырую и геройскую массу «своих» бойцов. В тон им пришёлся своими поступками. Обладал качествами этой массы, особенно ею ценимыми и чтимыми, — личным мужеством, удалью, отвагой и решимостью. Часто этих качеств было у него не больше, а даже меньше, чем у других, но так уж умел обставить он свои поступки, и так ему помогали это делать свои, близкие люди, что в результате от поступков его неизменно получался аромат богатырства и чудесности.

## Изъятие тиражей книги, изданных до 1938 года, и отцензурированное переиздание романа

После расстрела И. С. Кутякова (справа), все ранее изданные тиражи книги были изъяты и уничтожены, книга была переиздана с вымышленными фамилиями персонажей и стала называться «романом»

Исходные тиражи книги был изъяты и уничтожены в 1938 г. после того как один из ключевых персонажей романа, И. С. Кутяков (в период описываемых в романе событий — командир 73-й бригады, правая рука «Чапая»), был расстрелян как «враг народа». В переизданном варианте романа его подлинная фамилия была заменена на использованную в фильме братьев Васильевых — «Елань». Кроме того, были подчищены фамилии других расстрелянных военачальников — командира 75-й Алтайской (бывшей Александрово-Гайской) бригады Ф. К. Потапова (во время службы Фурманова в 25-й дивизии Потапов был комендантом Уфы и комбригом-75) заменили на «Попова», начальника политотдела 1-й армии В. А. Тронина на «Траллина», наконец, жену Фурманова — зав. культпросветотделом чапаевской дивизии А. Н. Фурманову заменили на «Зою Павловну». Фрагмент, где среди прочих упоминается начальник штаба дивизии Н. М. Новиков, был вообще изъят из текста.
В этой связи, книги издания до 1938 года ныне редкость, в частности первого издания 1923 года (М., Госиздат) является библиографическим раритетом и антикварной ценностью, книга издания 1932 года (М., изд-во «Федерация») доступна только в некоторых иностранных библиотеках (например, библиотека Университета штата Индиана).
Когда А. Фурманова попыталась издать роман с авторским примечанием в тексте «У живых — имена чужие, у погибших — свои» и реальными фамилиями персонажей по оригинальному авторскому тексту: «Кутяков», «Потапов», «Тронин», на неё обрушились советские литературоведы.
Более того, исходно произведение Фурманова не называлось «роман», библиографическое описание его изданий с 1923 по 1932 год так же не содержат слова «роман». Слово «роман» применительно к повести о Чапаеве стало появляться в изданиях после 1938 года как своего рода констатация «литературного вымысла» (поскольку «повесть» предполагает определённое фактологически достоверное повествование).

## Театральные постановки и экранизации
- «Чапаев» — художественный фильм, снятый в 1934 году по роману и прошедшим тщательную цензуру воспоминаниям красноармейцев-чапаевцев.

## В школе
В сокращении изучался в 6 классе в СССР.